# Miller (Nebraska)
Miller es una villa ubicada en el condado de Buffalo en el estado estadounidense de Nebraska. En el Censo de 2010 tenía una población de 136 habitantes y una densidad poblacional de 138,55 personas por km².

## Geografía
Miller se encuentra ubicada en las coordenadas 40°55′39″N 99°23′24″O / 40.92750, -99.39000. Según la Oficina del Censo de los Estados Unidos, Miller tiene una superficie total de 0.98 km², de la cual 0.98 km² corresponden a tierra firme y (0%) 0 km² es agua.

## Demografía
Según el censo de 2010, había 136 personas residiendo en Miller. La densidad de población era de 138,55 hab./km². De los 136 habitantes, Miller estaba compuesto por el 95.59% blancos, el 0% eran afroamericanos, el 0% eran amerindios, el 0% eran asiáticos, el 0% eran isleños del Pacífico, el 4.41% eran de otras razas y el 0% pertenecían a dos o más razas. Del total de la población el 6.62% eran hispanos o latinos de cualquier raza.